# Sistema di ecogestione volontaria
Un sistema di ecogestione volontaria è un sistema di gestione ambientale di una qualsiasi organizzazione che possa essere attestato da un organismo di certificazione, pur non essendo obbligatorio per legge. Sono di due tipi: 
- sistema EMAS previsto dal regolamento CEE numero 1836 del 1993.
- Sistema ISO 14001 previsto da norme internazionali.

## Sistema EMAS
Il sistema EMAS (acronimo di Eco Management and Audit Scheme) è un sistema elaborato in sede comunitaria, essendo previsto da un regolamento CEE si rivolge a tutti i paesi che appartengono alla comunità europea. Questo sistema si fonda sulla libera scelta fatta dalla singola impresa nel senso che essa volontariamente si sottopone ai controlli di soggetti verificatori.
L'impresa tuttavia, se sceglie di aderire, è obbligata ad osservare tutte le norme tecniche previste. I controllori EMAS ove riscontrino delle violazioni in materia ambientale, non rilasciano la certificazione ambientale a meno che la singola impresa non abbia provveduto ad eliminare le infrazioni riscontrate.
L'impresa che si sottopone al regolamento EMAS è obbligata ad annotare su un apposito registro gli eventuali incidenti rilevanti in materia ambientale (esempio sversamento di combustibile per la rottura di un tubo, blocco del sistema di depurazione, eccetera).
Questo registro deve essere visionato (vidimato) dai controllori e nello stesso vanno annotati i controlli fatti dagli verificatori e le osservazioni che questi hanno fatto. Se l'impresa non annota o non tiene il registro ambientale, essa, secondo il regolamento EMAS, non può permanere nel programma e non ottiene la certificazione ambientale.

## Problemi sui verificatori
Problema comune sia al regolamento EMAS sia al sistema ISO 14001 concerne la qualifica giuridica dei controllori o dei verificatori. Questo argomento è molto importante perché sovente i verificatori, nel caso in cui da parte dell'impresa si commetta un reato ambientale, sono chiamati dal giudice penale per rendere testimonianza. Poiché allo stato della legislazione non risulta che i verificatori siano iscritti ad un albo professionale, essi non possono invocare il segreto professionale di rendere testimonianza. Questi soggetti sono tenuti dunque a testimoniare e a dire la verità pena il reato di reticenza o di falsa testimonianza. 